# Passage Tomb von Moneydig

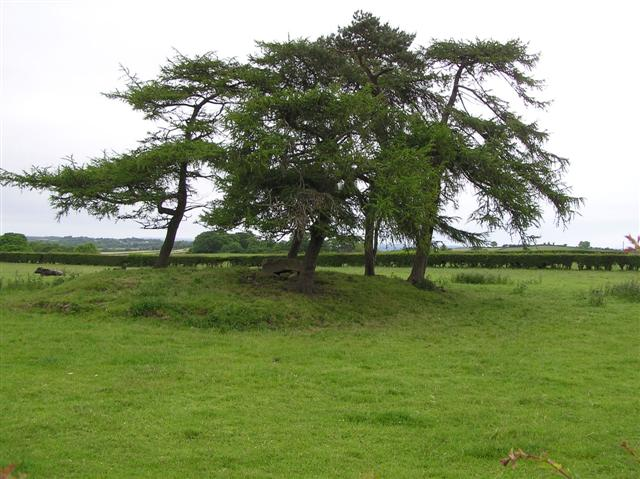
Passage Tomb von Moneydig

Das Passage Tomb von Moneydig (auch als „The Black Stone“, „The Daff/Daf Stone“ oder „The Duff Stone“ bekannt) liegt auf einem breiten, flachen Bergrücken nördlich der Carrowreagh Road, östlich von Garvagh im Townland Moneydig (irisch Muine Dige) im County Londonderry in Nordirland.
Das Passage Tomb ist eine kleinere Version der benachbarten Megalithanlage von Craigs Lower im County Antrim und besteht aus einem niedrigen, etwa runden mit einigen Bäumen bewachsenen Cairn von 12 bis 13 m Durchmesser und 0,7 m Resthöhe. Außermittig liegt in Richtung Südosten eine polygonale etwa 1,2 m hohe Kammer. Sie besteht aus einem etwa 1,8 m langen, 1,1 m breiten und 0,4 m dicken Deckstein aus Basalt, der etwas über der Cairnoberfläche liegt und von 7 schmalrechteckigen Pfosten getragen wird. Die unterirdische Kammer ist offen und mit modernem Abfall gefüllt.
Das Denkmal wird als „passage-less“ Passage Tomb (deutsch „gangloses Ganggrab“) eingestuft, da es keinen Gang hat. In dieser Hinsicht ist es den Anlagen von Clegnagh, Craigs, Craigs Lower und Lemnagh Beg, alle im County Antrim, ähnlich. Ein niedrigerer Seitenstein im Nordosten der Kammer kann den Zugang markieren.
In der Anlage soll im 19. Jahrhundert eine große Anzahl menschlicher Überreste gefunden worden sein. Am Zugang in das Feld steht ein vermutlich versetzter Menhir als Torpfosten.
In der Nähe liegt das Portal Tomb von Crevolea.